# Carnot (Centraal-Afrikaanse Republiek)
Carnot is een stad in de Centraal-Afrikaanse Republiek, in de prefectuur Mambéré-Kadéï. De stad ligt aan de rivier de Mambéré, op 80 kilometer ten noorden van de stad Berbérati. Met 45.421 inwoners (2003) is het de vierde stad van het land na Bangui, Bimbo en Berbérati. In 1988 telde de stad nog 31.324 inwoners. De stad vormt het centrum van een gebied waar diamanten worden gedolven en waar koffie wordt verbouwd. Bij de stad ligt de luchthaven Carnot.